# Margaret Mee
Margaret Ursula Mee (Chesham, 15 mei 1909 – Leicestershire, 30 november 1988) was een Brits tekenaar en schilder die zich specialiseerde in het weergeven van planten uit het Braziliaanse Amazoneregenwoud.

## Jeugd en opleiding
Mee werd geboren in Chesham in Buckinghamshire als Margaret Hendersen Brown. Haar vader kwam uit een Zweeds geslacht van zeelieden. Mee werd door haar ouders gestimuleerd om haar artistieke talenten te ontwikkelen en ging studeren aan de St. Martin's School of Art (nu bekend als Central Saint Martins College of Art and Design) en de Centre School of Art.

## Huwelijk en politiek
Als kunstenaar was ze ook politiek actief in het vakbondswerk samen met haar eerste echtgenoot en was de afgevaardigde van de vakbond voor ontwerpers. Als een van de eerste vrouwelijke afgevaardigden hield zij een speech tijdens het jaarlijkse overkoepelende TUC-congres in Norwich in 1937.

## Tweede Wereldoorlog en daarna
Tijdens de oorlog nam Mee dienst als technisch tekenaar in een vliegtuigfabriek. Na de oorlog ging zij verder met haar studie en behaalde haar diploma schilderen en ontwerpen aan de Camberwell School of Art in Londen in 1950.

## Brazilië
Met haar tweede echtgenoot verhuisde ze in 1952 naar Brazilië om daar te gaan doceren aan de British School in São Paulo. Ze ging ook werken als schilder voor het Instituto de Botanica in São Paulo. Ze ging tochten maken in het regenwoud om daar de flora te schilderen en verzamelde ook planten om ze thuis te kunnen weergeven. Haar oeuvre bestaat uit meer dan 400 mappen met gouache- illustraties, 40 schetsboeken met tekeningen en 15 dagboeken.

## Overlijden
Mee kwam in 1988 om het leven bij een auto-ongeluk in Engeland. Ter nagedachtenis aan haar werd het Margaret Mee Amazon-fonds opgericht om verder onderzoek naar het plantenleven en het behoud van de flora in het Amazoneregenwoud te helpen bevorderen. Braziliaanse studenten kunnen uit het fonds een beurs krijgen en ook illustratoren die in Engeland willen studeren of veldwerk in Brazilië willen doen kunnen een beurs krijgen.